# Hildrun Claus
Hildrun Laufer-Claus (Dresden, 13 mei 1939) is een voormalige Oost-Duitse atlete, die zich had toegelegd op het verspringen. Ze nam tweemaal deel aan de Olympische Spelen en veroverde bij die gelegenheden eenmaal een bronzen medaille. Bovendien was zij enige tijd wereldrecordhoudster. 

## Biografie

### Wereldrecord verspringen
De in Dresden geboren Claus werd als atletiektalent ontdekt door speerwerpster Luise Krüger, die op de Olympische Spelen van 1936 op haar specialiteit zilver had behaald. Later verhuisde Claus naar Oost-Berlijn. Ze werd zevenmaal nationaal kampioene in haar specialiteit en verbeterde tweemaal het wereldrecord (6,40 m in 1960 en 6,42 in 1961). 

### Brons op OS in Rome
In 1960 nam Hildrun Claus deel aan de Olympische Spelen van Rome, waar zij bij het verspringen achter de Russische Vera Krepkina (goud met 6,37) en de Poolse Elżbieta Krzesińska (zilver met 6,27) het brons veroverde met een sprong van 6,21.
Twee jaar later trouwde Claus met de Duitse polsstokhoogspringer Peter Laufer en nam als Hildrun Laufer-Claus deel aan de Olympische Spelen van 1964, waar zij ditmaal met een beste sprong van 6,24 een zevende plaats behaalde. Op de vijfkamp, waaraan zij in Tokio eveneens deelnam, viel zij na de eerste dag uit. 

### Rolstoel
Laufer-Claus, die lid was van SC Einheit Dresden en bij Heinz Birkemeyer trainde, studeerde af als landschapsingenieur. In 1995 raakte zij door een sportongeluk verlamd en sindsdien zit zij in een rolstoel.

## Titels
- Oost-Duits kampioene verspringen – 1957, 1958, 1959, 1960, 1961, 1962, 1964

## Persoonlijk record
| Onderdeel   | Prestatie | Jaar |
| ----------- | --------- | ---- |
| verspringen | 6,48 m    | 1964 |

## Wereldrecords
| Afstand (m) | Datum           | Plaats  |
| ----------- | --------------- | ------- |
| 6,40        | 7 augustus 1960 | Erfurt  |
| 6,42        | 23 juni 1961    | Berlijn |

## Palmares

### verspringen
- 1960:  Oost-Duitse kamp. – 6,30 m
- 1960:  OS – 6,21 m
- 1961:  Oost-Duitse kamp. – 6,22 m
- 1962:  Oost-Duitse kamp. – 6,26 m
- 1962: 6e EK – 6,25 m
- 1964:  Oost-Duitse kamp. – 6,36 m
- 1964: 7e OS – 6,24 m

### vijfkamp
- 1964: DNF OS